# توم باري (لاعب دوري الرغبي)
توم باري (بالإنجليزية: Tom Barry)‏ هو لاعب دوري الرغبي أسترالي، (و. 1901  م).